# Línea 326 (Interurbanos Madrid)
La línea 326 de la red de autobuses interurbanos de Madrid une el área intermodal de Pavones con Mondéjar y Driebes.

## Características
Esta línea une Madrid con ambos municipios en aproximadamente 2 horas y 10 minutos. Además, presta servicio a los municipios de Arganda del Rey, Perales de Tajuña, Tielmes, Carabaña, Orusco de Tajuña y Ambite. Como peculiaridad, a la ida la línea va directa hasta Valdemingómez y hasta la estación de Rivas-Vaciamadrid, mientras que a la vuelta hace casi todas las paradas desde el Puente de Arganda, siendo éstas sólo para la bajada de viajeros. Esta característica la comparte con la línea 313, adquiriendo ambas líneas un fuerte carácter exprés. 
Hay expediciones limitadas hasta Arganda del Rey y una expedición en sentido ida que pasa por el Hospital del Sureste, con el fin de complementar a la línea 322. 
En sentido Madrid, pese a que hace todas las paradas desde el Puente de Arganda (exceptuando las dos últimas en Moratalaz), en la práctica si al acercarse a la parada no hay viajeros dispuestos a bajarse, el autobús no recoge viajeros en ninguna de las paradas desde el sitio mencionado, pese a que en ningún momento se especifica que las paradas sean de bajada. De esta manera, los viajeros que quieran subirse en este tramo son derivados a las líneas de Rivas (331, 332, 333 y 334), debido a que estas tienen menor tiempo de viaje y una longitud que no llega a los 25-30 kilómetros. Esto se hace con el fin de mejorar la fluidez de esta línea, así como de las líneas 313, 336, 337, 351, 352 y 353 pues todas las mencionadas tienen una duración en muchas ocasiones superior a la hora y una longitud que por lo general no es menor a 50 kilómetros. Lo cierto es que, por lo general, apenas hay viajeros que se bajen en estas paradas intermedias en horas valle.
Desde el 1 de marzo de 2024 las dos primeras expediciones con destino Madrid se saltan paradas en el centro de Arganda del Rey, dejando de pasar una de ellas por el ayuntamiento y la otra por el ayuntamiento y la zona del Centro Comercial Zoco y la Carretera de Loeches. 
Algunas expediciones tienen limitado el recorrido a Ambite o circulan hasta Mondéjar en lugar de dirigirse a Driebes.
La línea mantiene los mismos horarios todo el año (exceptuando las vísperas de festivo y festivos de Navidad).
Está operada por la empresa ALSA mediante la concesión administrativa VCM-302 - Madrid – Arganda del Rey – Villar del Olmo – Ambite – Driebes (Viajeros Comunidad de Madrid) del Consorcio Regional de Transportes de Madrid.

### Sublíneas
Aquí se recogen todas las distintas sublíneas que ha tenido la línea 326. La denominación de sublíneas que utiliza el CRTM es la siguiente:
- Número de línea (326)
- Sentido de circulación (1 ida, 2 vuelta)
- Número de sublínea

Por ejemplo, la sublínea 326109 corresponde a la línea 326, sentido 1 (ida) y el número 09 de numeración de sublíneas creadas hasta la fecha.
| Ida    | Ruta                             | Itinerario                                                      | Vuelta | Ruta                              | Itinerario                                    |
| ------ | -------------------------------- | --------------------------------------------------------------- | ------ | --------------------------------- | --------------------------------------------- |
| 326101 | -                                | Madrid - Mondéjar - Driebes                                     | 326201 | -                                 | Driebes - Mondéjar - Madrid                   |
| 326102 | No existe la ruta "o" de vuelta  | No existe la ruta "o" de vuelta                                 | 326202 | o                                 | Orusco - Madrid                               |
| 326103 | m                                | Madrid - Mondéjar                                               | 326203 | m                                 | Mondéjar - Madrid                             |
| 326104 | am                               | Arganda - Mondéjar                                              | 326204 | am                                | Mondéjar - Arganda                            |
| 326105 | a                                | Madrid - Ambite                                                 | 326205 | a                                 | Ambite - Madrid                               |
| 326106 | No existe la ruta "cp" de vuelta | No existe la ruta "cp" de vuelta                                | 326206 | cp                                | Carabaña - Perales                            |
| 326107 | np                               | Madrid - Mondéjar - Driebes, por Perales exterior               | 326207 | No existe la ruta "np" de vuelta  | No existe la ruta "np" de vuelta              |
| 326108 | anp                              | Madrid - Ambite, por Perales exterior                           | 326208 | anp                               | Ambite - Madrid, por Perales exterior         |
| 326109 | mnp                              | Madrid - Mondéjar, por Perales exterior                         | 326209 | mnp                               | Mondéjar - Madrid, por Perales exterior       |
| 326110 | ami                              | Arganda - Mondéjar, por instituto de Mondéjar                   | 326210 | ami                               | Mondéjar - Arganda, por instituto de Mondéjar |
| 326111 | No existe la ruta "i" de ida     | No existe la ruta "i" de ida                                    | 326211 | i                                 | Mondéjar - Madrid, por instituto de Mondéjar  |
| 326112 | hnp                              | Madrid - Ambite, por Hospital del Sureste, por Perales exterior | 326212 | No existe la ruta "hnp" de vuelta | No existe la ruta "hnp" de vuelta             |

## Horarios
Los horarios, salvo cabeceras, son horas de paso aproximadas

### Sentido Mondéjar - Driebes
| Madrid                     | Arganda del Rey | Perales de Tajuña | Tielmes | Carabaña | Orusco | Ambite |
| -------------------------- | --------------- | ----------------- | ------- | -------- | ------ | ------ |
| Lunes a viernes laborables |                 |                   |         |          |        |        |
| --                         | 5:45            | 6:00              | 6:05    | 6:10     | 6:15   | 6:20   |
| --                         | 7:15            | 7:30              | 7:35    | 7:40     | 7:45   | 7:50   |
| 8:00                       | 8:25            | 8:40              | 8:45    | 8:50     | 8:55   | 9:05   |
| 9:00                       | 9:25            | 9:40              | 9:45    | 9:50     | 9:55   | 10:05  |
| 10:00                      | 10:25           | 10:40             | 10:45   | 10:50    | 10:55  | 11:05  |
| 11:00                      | 11:25           | 11:40             | 11:45   | 11:50    | 11:55  | 12:05  |
| 12:30                      | 15:55           | 13:10             | 13:15   | 13:20    | 13:25  | 13:35  |
| 13:30                      | 13:55           | 14:10             | 14:15   | 14:20    | 14:25  | 14:35  |
| 15:30                      | 15:55           | 16:10             | 16:15   | 16:20    | 16:25  | 16:35  |
| 17:15                      | 17:35           | 17:55             | 18:00   | 18:10    | 18:15  | 18:25  |
| 17:30                      | 17:50           | 18:05             | 18:10   | 18:20    | 18:25  | 18:35  |
| 18:00                      | 18:20           | 18:40             | 18:45   | 18:55    | 19:00  | 19:05  |
| 19:30                      | 19:55           | 20:10             | 20:15   | 20:20    | 20:25  | 20:35  |
| 20:25                      | 20:50           | 21:05             | 21:10   | 21:15    | 21:20  | 21:25  |
| 21:00                      | 21:25           | 21:40             | 21:45   | 21:50    | 21:55  | 22:00  |
| 22:30                      | 22:55           | 23:05             | 23:10   | 23:20    | 23:25  | 23:30  |
| Sábados laborables         |                 |                   |         |          |        |        |
| 8:30                       | 8:50            | 9:05              | 9:10    | 9:15     | 9:20   | 9:30   |
| 9:30                       | 9:50            | 10:05             | 10:10   | 10:20    | 10:25  | 10:35  |
| 13:30                      | 13:50           | 14:05             | 14:10   | 14:20    | 14:25  | 14:30  |
| 17:00                      | 17:20           | 17:35             | 17:40   | 17:50    | 17:55  | 18:05  |
| 18:30                      | 18:50           | 19:05             | 19:10   | 19:15    | 19:20  | 19:30  |
| 20:00                      | 20:20           | 20:35             | 20:40   | 20:45    | 20:50  | 20:55  |
| 21:40                      | 22:00           | 22:10             | 22:20   | 22:25    | 22:30  | 22:35  |
| Domingos y festivos        |                 |                   |         |          |        |        |
| 9:00                       | 9:20            | 9:35              | 9:40    | 9:50     | 9:55   | 10:00  |
| 12:00                      | 12:20           | 12:35             | 12:40   | 12:50    | 12:55  | 13:00  |
| 16:00                      | 16:20           | 16:35             | 16:40   | 16:50    | 16:55  | 17:00  |
| 19:30                      | 19:50           | 19:55             | 20:10   | 20:20    | 20:25  | 20:30  |
| 21:30                      | 21:50           | 22:05             | 22:10   | 22:20    | 22:25  | 22:30  |

### Sentido Madrid
| Ambite                     | Orusco de Tajuña | Carabaña | Tielmes | Perales de Tajuña | Arganda del Rey | Madrid |
| -------------------------- | ---------------- | -------- | ------- | ----------------- | --------------- | ------ |
| Lunes a viernes laborables |                  |          |         |                   |                 |        |
| ----                       | 5:55             | 6:00     | 6:05    | 6:10              | 6:20            | 6:55   |
| 6:10                       | 6:18             | 6:25     | 6:35    | 6:40              | 6:50            | 7:30   |
| 6:50                       | 6:58             | 7:05     | 7:15    | 7:20              | 7:30            | 8:10   |
| 7:05                       | 7:13             | 7:20     | 7:30    | 7:35              | 7:45            | 8:25   |
| 7:40                       | 7:48             | 7:55     | 8:05    | 8:10              | 8:20            | 9:00   |
| 8:35                       | 8:43             | 8:50     | 9:00    | 9:05              | 9:15            | 9:55   |
| 9:15                       | 9:23             | 9:30     | 9:40    | 9:45              | 9:55            | 10:35  |
| 10:30                      | 10:38            | 10:45    | 10:55   | 11:00             | 11:10           | 11:50  |
| 12:15                      | 12:23            | 12:30    | 12:40   | 12:45             | 12:55           | 13:35  |
| 14:40                      | 14:48            | 14:55    | 15:05   | 15:10             | 15:20           | 16:00  |
| 15:45                      | 15:53            | 16:00    | 16:10   | 16:15             | 16:25           | 17:05  |
| 16:30                      | 16:38            | 16:45    | 16:55   | 17:00             | 17:10           | 17:50  |
| 18:00                      | 18:08            | 18:15    | 18:25   | 18:30             | 18:40           | 19:20  |
| 18:45                      | 18:53            | 19:00    | 19:10   | 19:15             | 19:25           | 20:05  |
| 19:50                      | 19:58            | 20:05    | 20:15   | 20:20             | 20:30           | 21:10  |
| 20:30                      | 20:38            | 20:45    | 20:55   | 21:00             | 21:10           | 21:50  |
| 21:40                      | 21:48            | 21:55    | 22:05   | 22:10             | 22:20           | ----   |
| Sábados laborables         |                  |          |         |                   |                 |        |
| 7:40                       | 7:48             | 7:55     | 8:05    | 8:10              | 8:20            | 9:00   |
| 8:40                       | 8:48             | 8:55     | 9:05    | 9:10              | 9:20            | 10:00  |
| 14:10                      | 14:18            | 14:25    | 14:35   | 14:40             | 14:50           | 15:30  |
| 16:45                      | 16:53            | 17:00    | 17:10   | 17:15             | 17:25           | 18:05  |
| 17:40                      | 17:48            | 17:55    | 18:05   | 18:10             | 18:20           | 19:00  |
| 19:55                      | 20:03            | 20:10    | 20:20   | 20:25             | 20:35           | 21:15  |
| Domingos y festivos        |                  |          |         |                   |                 |        |
| 9:40                       | 9:48             | 9:55     | 10:05   | 10:10             | 10:20           | 11:00  |
| 14:10                      | 14:18            | 14:25    | 14:35   | 14:40             | 14:50           | 15:30  |
| 17:40                      | 17:48            | 17:55    | 18:05   | 18:10             | 18:20           | 19:00  |
| 19:10                      | 19:18            | 19:25    | 19:35   | 19:40             | 19:50           | 20:30  |
| 21:10                      | 21:18            | 21:25    | 21:35   | 21:40             | 21:50           | ----   |

1. 1 2 3 4 5 6 7 8 9 10 11 12 13 14 15 16 17   Desde/hasta Mondéjar
2. 1 2 3 4 5 6 7 8 9 10 11 12 13   Desde/hasta Driebes
3. 1 2 3  No se realiza de 16 de julio a 15 de septiembre

## Recorrido y paradas
NOTA: Debido a las obras del nuevo intercambiador de Conde de Casal, las paradas sombreadas en naranja sustituyen a aquellas sombreadas en rojo, desde el 17 de febrero de 2025 hasta fin de obras.

### Sentido Mondéjar - Driebes
La línea inicia su recorrido en el intercambiador de Conde de Casal, en este punto se establece correspondencia con las líneas del Corredor 3 con cabecera aquí así como algunas líneas urbanas. En la superficie efectúan parada varias líneas urbanas con las que tiene correspondencia, y en la cercanía enlaza con Metro de Madrid.
Tras abandonar el intercambiador, la línea sale a la Autovía del Este, por la que se dirige hacia Valencia. Realiza después parada en Valdemingómez.
Pasado Valdemingómez efectúa parada en la vía de servicio de la salida 20 a la altura de Rivas-Vaciamadrid, dando una parada a este municipio. Seguidamente prosigue su camino por dicha autovía efectuando paradas en el barrio de Puente de Arganda.
En Arganda del Rey, establece paradas en la Carretera de Loeches y la calle Real, saliendo directamente por la N-3 hacia Perales.
Al llegar a Perales de Tajuña, realiza su travesía por las calles de Mayor Alta y Mayor Baja. En Tielmes, transita por las Avenida del Ferrocarril y Calle Estación.
En Carabaña realiza su travesía por la Avenida de Tielmes, donde continúa de frente en dirección a Orusco. En Orusco de Tajuña efectua sus paradas en la Calle de la Gran Vía, que recorre hasta llegar a Ambite.
En la población de Ambite toma la carretera de Madrid a Albares, donde efectúa paradas. En la Urbanización Sierra del Tajuña, toma la carretera M-215.
Posteriormente sigue su camino dirección Mondéjar, donde efectúa parada dentro de la población por la carretera CM-219, que recorre entera saliendo de esta última población y dirigiéndose a Albares. En esta última localidad sigue de frente por dicha carretera comarcal que atraviesa el pueblo.
Inmediatamente atraviesa las poblaciones de Almoguera, donde efectúa una parada en dicha población y se dirige en dirección hacia Driebes y Mazuecos, donde hace otra parada, para luego dirigirse a Driebes donde se sitúa la cabecera de las expediciones de la línea de mayor recorrido.
| Código | Parada                                  | Común con                                   | Conexiones con Metro | Municipio         | Zona |
| --- | --------------------------------------- | ------------------------------------------- | -------------------- | ----------------- | ---- |
| 8366 | Av. Mediterráneo - Conde Casal          | 312 312A 313 341                            | Conde de Casal       | Madrid            |      |
| 50071 | Fte. Carrantona - Est. Pavones          |                                             | Pavones              | Madrid            |      |
| 7442 | Ctra. A3 - Valdemingómez                | 312 312A 313 336 337 339                    |                      | Madrid            |      |
| 21072 | Ctra. A3 - Est. Rivas Vaciamadrid       | 312 312A 313 336 337 351 352 353            | Rivas-Vaciamadrid    | Rivas-Vaciamadrid |      |
| 9180 | Ctra. A3 - Puente de Arganda            | 312 312A 313 330 336 337 351 352 353        |                      | Arganda del Rey   |      |
| La expedición de las 11:00 de lunes a viernes con paso por el Hospital del Sureste realiza la siguiente parada |                                         |                                             |                      |                   |      |
| 17490 | Ronda Sur - Hospital del Sureste        | 313 322 350A 350B 350C 2 4                  |                      | Arganda del Rey   |      |
| Paradas del itinerario común                                                                                   |                                         |                                             |                      |                   |      |
| 7461 | Ctra. Loeches - Zoco                    | 312 312A 313 320 321 322 350A 350B 350C 1 2 |                      | Arganda del Rey   |      |
| 10655 | Ctra. Loeches - Dr. Escribano Ortiz     | 285 313 320 321 322 350A 350B 350C 1 2      | Arganda del Rey      | Arganda del Rey   |      |
| 11904 | Real - Av. Valencia                     | 320 322 350A 350B 350C 351 352 353 2        |                      | Arganda del Rey   |      |
| 11903 | Ctra. N-3 - Estación de Comunicaciones  | 322 350A 350B 350C 351 352 353              |                      | Arganda del Rey   |      |
| Paradas de las expediciones sin paso por el centro del pueblo de Perales de Tajuña                             |                                         |                                             |                      |                   |      |
| 16561 | Ctra. N-3 - Perales de Tajuña           | 322                                         |                      | Perales de Tajuña |      |
| Paradas de las expediciones con paso por el centro del pueblo de Perales de Tajuña                             |                                         |                                             |                      |                   |      |
| 18158 | Mayor Alta - Rana                       | 322 350A 350B 350C 351 352 353              |                      | Perales de Tajuña |      |
| 9762 | Mayor Alta - Rana                       | 322 350A 350B 350C 351 352 353              |                      | Perales de Tajuña |      |
| 9761 | Plaza de la Constitución - Ayuntamiento | 322 350A 350B 350C 351 352 353              |                      | Perales de Tajuña |      |
| 9763 | Mayor Baja - Avenida de la Paz          | 322 330 350A 350B 350C 351 352 353          |                      | Perales de Tajuña |      |
| Paradas del itinerario común                                                                                   |                                         |                                             |                      |                   |      |
| 9758 | Av. Ferrocarril - Estación de Servicio  | 322                                         |                      | Tielmes           |      |
| 9504 | Ctra. M204 - P.º Estación               | 322                                         |                      | Tielmes           |      |
| 9759 | P.º Estación - Tren                     | 322                                         |                      | Tielmes           |      |
| 12957 | Ctra. M204 - Sifón                      | 322                                         |                      | Tielmes           |      |
| 12670 | Ctra. M204 - El Bache                   | 322                                         |                      | Tielmes           |      |
| 12672 | Ctra. M204 - Manantial de Aguas         | 322                                         |                      | Carabaña          |      |
| 12960 | Ctra. M204 - La Venta                   | 322                                         |                      | Carabaña          |      |
| 12961 | Ctra. M204 - Casa de la Luz             | 322                                         |                      | Carabaña          |      |
| 9764 | Av. Tielmes - Santa Lucía               | 322                                         |                      | Carabaña          |      |
| 9663 | Av. Tielmes - Quiosco                   | 322                                         |                      | Carabaña          |      |
| 10016 | Av. Tielmes - Piscinas                  | 322                                         |                      | Carabaña          |      |
| 16845 | Av. Tielmes - C.º Valhondo              | 322                                         |                      | Carabaña          |      |
| 12674 | Ctra. M204 - Casas Las Laderas          | 322                                         |                      | Carabaña          |      |
| 9766 | Gran Vía - Estación de Servicio         | 260 322                                     |                      | Orusco de Tajuña  |      |
| 12038 | Ctra. M204 - C.º Bellaescusa            | 260 322                                     |                      | Orusco de Tajuña  |      |
| 10282 | Ctra. M215 - Comunidad Terapéutica      | 260 322                                     |                      | Ambite            |      |
| 9768 | Av. Madrid - San Isidro                 | 260 322                                     |                      | Ambite            |      |
| 11898 | Ctra. M215 - Molino del Puente          | 260 322                                     |                      | Ambite            |      |
| 11897 | Ctra. M215 - Urb. Sierra Tajuña         |                                             |                      | Ambite            |      |
| Cabecera de las expediciones que van hasta Ambite                                                              |                                         |                                             |                      |                   |      |
| 19376 | Ctra. CM219 - Fábrica Las Mercedes      |                                             |                      | Mondéjar          |      |
| 18834 | Mondéjar - El Espinar                   |                                             |                      | Mondéjar          |      |
| 18833 | Mondéjar - Av. Guadalajara              |                                             |                      | Mondéjar          |      |
| 18832 | Mondéjar - Ermita de San Isidro         |                                             |                      | Mondéjar          |      |
| Cabecera de las expediciones que van hasta Mondéjar                                                            |                                         |                                             |                      |                   |      |
| 18835 | Albares                                 |                                             |                      | Albares           |      |
| 18836 | Almoguera - Plaza de España             |                                             |                      | Almoguera         |      |
| 18837 | Mazuecos - Generalísimo                 |                                             |                      | Mazuecos          |      |
| 18838 | Driebes - Alberca                       |                                             |                      | Driebes           |      |

### Sentido Madrid
El recorrido de vuelta es igual al de ida pero en sentido contrario con algunas excepciones:
- En Arganda del Rey ofrece paradas a lo largo del centro urbano y en los polígonos industriales.
- Tiene paradas de descenso en el pueblo de Rivas-Vaciamadrid y en su recorrido por la A-3, paradas que no tienen equivalente de ida (Santa Eugenia, Campus Sur de la U.P.M y la Avenida Pablo Neruda).

| Código                                                                             | Parada                                  | Común con                                                         | Conexiones con Metro y Cercanías | Municipio         | Zona |
| ---------------------------------------------------------------------------------- | --------------------------------------- | ----------------------------------------------------------------- | -------------------------------- | ----------------- | ---- |
| 18838                                                                              | Driebes - Alberca                       |                                                                   |                                  | Driebes           |      |
| 18837                                                                              | Mazuecos - Generalísimo                 |                                                                   |                                  | Mazuecos          |      |
| 18836                                                                              | Almoguera - Plaza de España             |                                                                   |                                  | Almoguera         |      |
| 18850                                                                              | Albares - Residencia                    |                                                                   |                                  | Albares           |      |
| A partir de la siguiente parada comienzan los servicios que proceden de Mondéjar   |                                         |                                                                   |                                  |                   |      |
| 18831                                                                              | Mondéjar - Instituto                    |                                                                   |                                  | Mondéjar          |      |
| 18846                                                                              | Mondéjar - Ermita de San Isidro         |                                                                   |                                  | Mondéjar          |      |
| 18847                                                                              | Mondéjar - Av. Guadalajara              |                                                                   |                                  | Mondéjar          |      |
| 18848                                                                              | Mondéjar - El Espinar                   |                                                                   |                                  | Mondéjar          |      |
| 19377                                                                              | Ctra. CM219 - Fábrica Las Mercedes      |                                                                   |                                  | Mondéjar          |      |
| A partir de la siguiente parada comienzan los servicios que proceden de Ambite     |                                         |                                                                   |                                  |                   |      |
| 20930                                                                              | Ambite - Urb. Sierra Tajuña             | 260 322                                                           |                                  | Ambite            |      |
| 11899                                                                              | Ctra. M215 - Molino del Puente          | 260 322                                                           |                                  | Ambite            |      |
| 9769                                                                               | Av. Madrid - Virgen del Rosario         | 260 322                                                           |                                  | Ambite            |      |
| 16903                                                                              | Ctra. M215 - Comunidad Terapéutica      | 260 322                                                           |                                  | Ambite            |      |
| 12037                                                                              | Ctra. M204 - C.º Bellaescusa            | 260 322                                                           |                                  | Orusco de Tajuña  |      |
| 9767                                                                               | Gran Vía - Estación de Servicio         | 322                                                               |                                  | Orusco de Tajuña  |      |
| 12673                                                                              | Ctra. M204 - Casas Las Laderas          | 322                                                               |                                  | Carabaña          |      |
| 16846                                                                              | Av. Tielmes - C.º Valhondo              | 322                                                               |                                  | Carabaña          |      |
| 10015                                                                              | Av. Tielmes - Piscinas                  | 322                                                               |                                  | Carabaña          |      |
| 9765                                                                               | Av. Tielmes - Estación de Servicio      | 322                                                               |                                  | Carabaña          |      |
| 9664                                                                               | Av. Tielmes - Santa Lucía               | 322                                                               |                                  | Carabaña          |      |
| 15515                                                                              | Ctra. M204 - Casilla de la Luz          | 322                                                               |                                  | Carabaña          |      |
| 12959                                                                              | Ctra. M204 - La Venta                   | 322                                                               |                                  | Carabaña          |      |
| 12671                                                                              | Ctra. M204 - Manantial de Aguas         | 322                                                               |                                  | Carabaña          |      |
| 12669                                                                              | Ctra. M204 - El Bache                   | 322                                                               |                                  | Tielmes           |      |
| 12958                                                                              | Ctra. M204 - Huerta del Pavo            | 322                                                               |                                  | Tielmes           |      |
| 9503                                                                               | Ctra. M204 - Estación                   | 322                                                               |                                  | Tielmes           |      |
| 9760                                                                               | Pza. Constitución - Ayuntamiento        | 322                                                               |                                  | Tielmes           |      |
| 9505                                                                               | Real - Centro de Salud                  | 322                                                               |                                  | Tielmes           |      |
| Paradas de las expediciones con paso por el centro del pueblo de Perales de Tajuña |                                         |                                                                   |                                  |                   |      |
| 9723                                                                               | Mayor Baja - Avenida de la Paz          | 322 350A 350B 350C 351 352 353                                    |                                  | Perales de Tajuña |      |
| 9724                                                                               | Plaza de la Constitución - Ayuntamiento | 322 350A 350B 350C 351 352 353                                    |                                  | Perales de Tajuña |      |
| 9725                                                                               | Mayor Alta - Rana                       | 322 350A 350B 350C 351 352 353                                    |                                  | Perales de Tajuña |      |
| 18159                                                                              | Mayor Alta - Rana                       | 322 350A 350B 350C 351 352 353                                    |                                  | Perales de Tajuña |      |
| Paradas de las expediciones sin paso por el centro del pueblo de Perales de Tajuña |                                         |                                                                   |                                  |                   |      |
| 16562                                                                              | Ctra. N-3 - Perales de Tajuña           | 322                                                               |                                  | Perales de Tajuña |      |
| Paradas del itinerario común                                                       |                                         |                                                                   |                                  |                   |      |
| 11902                                                                              | Ctra. N-3 - Estación de Comunicaciones  | 322 350A 350B 350C 351 352 353                                    |                                  | Arganda del Rey   |      |
| 15444                                                                              | Real - Guardia Civil                    | 312 312A 320 322 350A 350B 350C 1 2                               |                                  | Arganda del Rey   |      |
| 9788                                                                               | Real - Zarza                            | 312 312A 320 322 350A 350B 350C 1 2                               |                                  | Arganda del Rey   |      |
| 10299                                                                              | Pza. Constitución - Juan de la Cierva   | 312 312A 320 322 350A 350B 350C 1 2                               |                                  | Arganda del Rey   |      |
| 7461                                                                               | Ctra. Loeches - Zoco                    | 312 312A 313 320 321 322 350A 350B 350C 1 2                       |                                  | Arganda del Rey   |      |
| 7462                                                                               | Ctra. Loeches - Parque                  | 285 312 312A 313 320 1 2                                          |                                  | Arganda del Rey   |      |
| 10655                                                                              | Ctra. Loeches - Dr. Escribano Ortiz     | 285 313 320 321 322 350A 350B 350C 1 2                            | Arganda del Rey                  | Arganda del Rey   |      |
| 7464                                                                               | Av. Madrid - La Perla                   | 285 312 312A 330 351 352 353 2                                    |                                  | Arganda del Rey   |      |
| 7465                                                                               | Av. Madrid - Pasaje Ana María del Valle | 285 312 312A 330 351 352 353 2                                    |                                  | Arganda del Rey   |      |
| 7466                                                                               | Av. Madrid - Las Palmas                 | 285 312 312A 330 351 352 353 2                                    |                                  | Arganda del Rey   |      |
| 10624                                                                              | Av. Madrid - Centro Comercial           | 312 330 2                                                         |                                  | Arganda del Rey   |      |
| 7467                                                                               | Cº de Los Canes - Av. Madrid            | 312 330 351 352 353 2                                             |                                  | Arganda del Rey   |      |
| 7470                                                                               | Av. Madrid - Ctra. Campo Real           | 312 330 351 352 353 2                                             |                                  | Arganda del Rey   |      |
| 7500                                                                               | Av. Madrid - Viveros                    | 312 312A 330                                                      |                                  | Arganda del Rey   |      |
| 7501                                                                               | Ctra. A3 - Puente de Arganda            | 312 312A 313 330 336 337                                          |                                  | Arganda del Rey   |      |
| 21073                                                                              | Ctra. A3 - Est. Rivas Vaciamadrid       | 312 312A 313 351 352 353                                          | Rivas-Vaciamadrid                | Rivas-Vaciamadrid |      |
| 7526                                                                               | Ctra. A3 - Valdemingómez                | 312 312A 313 336 337 339                                          |                                  | Madrid            |      |
| 7529                                                                               | Av. Mediterráneo - Santa Eugenia        | 312 312A 313 331 332 333 334 336 337 339 341 351 352 353          | Santa Eugenia                    | Madrid            |      |
| 2613                                                                               | Mediterráneo - Democracia               | 63 145 E 312 312A 313 331 332 333 334 336 337 339 341 351 352 353 |                                  | Madrid            |      |
| 4283                                                                               | Mediterráneo - Fuente Carrantona        | 145 E 312 312A 313 331 332 333 334 336 337 339 341 351 352 353    |                                  | Madrid            |      |
| 8366                                                                               | Av. Mediterráneo - Conde Casal          | 312 312A 313 341                                                  | Conde de Casal                   | Madrid            |      |
| 50065                                                                              | Fuente Carrantona - Arroyo Fontarrón    | 312 312A 313 336 337 341                                          |                                  | Madrid            |      |
| 50061                                                                              | Fte. Carrantona - Est. Pavones          |                                                                   | Pavones                          | Madrid            |      |